# Vallerås
Vallerås ist ein Ort (Småort) in der schwedischen Provinz Dalarnas län und der historischen Provinz Dalarna.
Der Ort liegt am Västerdalälven etwa fünf Kilometer nordwestlich von Malung, dem Zentralort der Gemeinde. Durch den Ort verläuft der Riksväg 66.  Vallerås besaß einen Bahnhof an der Västerdalsbanan, dieser ist aber ungenutzt.
Die Einwohnerzahl von Vallerås ist stark rückläufig. Während 1995 noch 143 Einwohner gezählt wurden, waren es bei der letzten Bekanntmachung des schwedischen Statistikbüros  im Jahr 2015 nur noch 70 Personen.